# Matthias Lorenz
Matthias Lorenz (* 11. Juni 1964 in Bensheim) ist ein deutscher Cellist und Kammermusiker.

## Leben und Wirken
Matthias Lorenz wurde 1964 in Bensheim/Bergstraße geboren, wo er auch seine Kindheit und Jugend verbrachte. Nach dem Abitur und dem Zivildienst in der Nähe von Gießen studierte er von 1986 bis 1991 an der Musikhochschule Frankfurt/Main bei Gerhard Mantel. Bereits zu Studienbeginn hatte er sich entschieden, seinen Schwerpunkt auf zeitgenössische Musik zu legen. Kurse bei Siegfried Palm, Wolfgang Boettcher und Werner Taube ergänzten seine cellistische Ausbildung. Ferner beschäftigte er sich mit Musikwissenschaft. Im Jahr 1990 erhielt er den Förderpreis in Baden-Baden und war 1992/93 Stipendiat der Villa Musica Mainz.
Seit 1991 ist Lorenz als freischaffender Cellist tätig, zunächst weiter in Frankfurt am Main und seit 1999 in Dresden. Der Schwerpunkt seiner künstlerischen Arbeit liegt auf zeitgenössischer Solomusik. Kontinuierlich spielt er Solokonzerte für Violoncello in Deutschland und Europa und tritt an internationalen Festivals auf. Darüber hinaus setzt sich Lorenz für die Entstehung neuer Werke für Violoncello solo bzw. mit Beteiligung des Violoncellos ein und erteilt auch regelmäßig Kompositionsaufträge. Dies führte zu zahlreichen Uraufführungen von Solo- und Kammermusikwerken sowie zu Kontakten und zur musikalischen Zusammenarbeit mit namhaften Komponisten (siehe Uraufführungen). Weiter engagiert sich Lorenz für die Vermittlung von Neuer Musik im Rahmen von Einzelveranstaltungen an Schulen, Hochschulen und beim Schleswig-Holstein-Festival. In diesem Zusammenhang entstanden unter anderem die musikpädagogischen Projekte RESPONSE – Neue Musik in der Schule in Frankfurt sowie Musik erfinden in der Schule in Dresden mit jeweils halbjährlicher Arbeit mit Klassen, die anhand von Vorgaben eigene Stücke komponieren und aufführen.
Matthias Lorenz' Wirken im Bereich zeitgenössischer Musik lässt sich in die drei Bereiche Solo – Klaviertrio – Ensemble gliedern. Typisch für ihn sind dabei Konzerte, bei denen er die Zusammenstellung der Programme sowie die einzelnen Stücke kommentiert und diese im Anschluss an die jeweilige Aufführung mit dem Publikum diskutiert. Internationale Gastspielreisen führten Lorenz unter anderem bereits nach Paris, Genua, Barcelona, Madrid, Prag, Budapest, Odessa und Zürich.

### Solo
- Bach.heute (2007–2013): Konzertreihe, in der jeweils eine Suite von Johann Sebastian Bach mit dazu ausgewählter zeitgenössischer Musik kombiniert wird
- Alte Meister (2014–2019): Konzertreihe, bei der Meisterwerke der 1960er-Jahre sowie Uraufführungen (Jörg Herchet und Peter Ablinger) im Mittelpunkt stehen
- Fremdbestimmt (2020–2025): Konzertreihe, bei der sechs Komponisten (Nikolaus Brass, Stefan Streich, Ian Wilson, Petr Bakla, Friedemann Schmidt-Mechau und Benjamin Schweitzer) angefragt wurden, nach Vorgabe von sechs konkreten inner- oder außermusikalischen Themen (Politik/Gesellschaft, Wirtschaft, Wissenschaft, Ausdruck, Sound und Werk/Prozess) ein Programm zu entwerfen

### Kammermusik
Im Jahr 2001 gründet Lorenz zusammen mit Uta-Maria Lempert (Geige) und Stefan Eder (Klavier) das elole-Klaviertrio (seit 2018 Neues Klaviertrio Dresden). Seit 2004 ist er Mitglied des in Dresden beheimateten ensemble courage und seit 2011 auch der Ostravská Banda in Ostrava. Daneben spielt er als Gast kontinuierlich Kammer- und Ensemblemusik in wechselnden Besetzungen, Pop-, Rock- und elektroakustische Musik, improvisierte Ballettmusik sowie verschiedene Hörstücke:
- POE! am TAT Frankfurt (1992)
- Hörstücke mit Albrecht Kunze (1995)
- Sleepers Guts am Ballett Frankfurt, Regie: Bill Forsythe (1996)
- small void / Quartette am Ballett Frankfurt (1998)
- Gormenghast, Rockoper von Irmin Schmidt (1998)
- TOUCHED, Duo für Cello und Computer, mit Joel Ryan (1999)

### CD- und Rundfunkproduktionen
Neben diversen CD-Produktionen (siehe Diskographie) entstanden zahlreiche Rundfunkproduktionen, -mitschnitte und Live-Übertragungen bei verschiedenen Sendern, so unter anderem mit Solowerken für Violoncello von Iannis Xenakis, Bernd-Alois Zimmermann, Younghi Pagh-Paan und Bojana Šaljic sowie zeitgenössischer Kammermusik.

### Streaming-Konzerte / Musikalischer Online Salon
Infolge der Corona-Pandemie veranstaltet Lorenz ab 2020 regelmäßig Streaming-Konzerte. Im Jahr 2021 schuf er mit dem Musikalischen Online Salon (MOS) zudem ein neuartiges Format für zeitgenössische Musik, wo er sich als Interpret und Moderator mit jeweils einem Komponisten bzw. Referenten und dem aktiven Teil des Publikums in einer Konferenzsoftware trifft und während rund einer Stunde ein Stück für Violoncello solo bespricht und dieses dann auch live (ur-)aufführt. Nach eigenen Angaben „sei die Veranstaltung grundsätzlich offen für alle TeilnehmerInnen, Fachwissen sei nicht erforderlich. Für rein rezeptive TeilnehmerInnen werde die Konferenz zusätzlich als Stream auf YouTube übertragen“.

## Uraufführungen (Auswahl)

### Cello solo
- Peter Ablinger: In G (2016)
- Gilberto Agostinho: Jamais Vu (2018)
- Nicolay Apollyon: Ictus für Cello und Live-Elektronik (2002)
- Petr Bakla: Something with something else III (2017)
- Arturas Bumšteinas: SUrrounds (2022)
- Thuon Burtevitz: agma
- Michael Flade: In Verbindung für Violoncello und Liveelektronik (2005)
- Lothar Heinle: lichtverzicht (2021)
- Ernst Helmuth Flammer: nach vorn... III, Introversion ins Offene…
- Jörg Herchet: Kantate zum 2. Sonntag nach Trinitatis (2018)
- Liisa Hirsch: Cantica (2022)
- Wilfried Jentzsch: Fraktale Melodie 2 für Violoncello und Liveelektronik (2002)
- Alexander Keuk: Refrain für Violoncello und Zuspielband; Erinyen
- Albrecht Kunze: Schatten 2/4/5; Scenes from Radio I
- Michael Maierhof: splitting 14
- Gráinne Mulvey: Rho Cassiopeiae (2022)
- Karl-Josef Müller: Szene I
- Christoph Reimann: 7 Stücke für Violoncello und Untitled 2
- Friedemann Schmidt-Mechau: Morgenlachen (1997); Fehlversteck (2008); Ent-Gegnung (2020)
- Benjamin Schweitzer: Drift [I] (2017)
- Charlotte Seither: krü (2018)
- Michael Wertmüller: turmult
- Johannes Wohlgenannt Zincke: Zincke: Motions VIII (2000)
- Ian Wilson: A synder'd vastness (2021)
- Peter-Manfred Wolf: end-grenzt ... Spiel

### Cello und Klavier
- Roland Breitenfeld: „Die Hand, die schreibt, schreibt nicht alles auf“ (Version für Cello und Klavier, 2002)
- Friedemann Schmidt-Mechau: Blickwinkel (2004)
- Thomas Kupsch: Echoi (2001)
- Art-Oliver Simon: Sechs Elemente

### Cello und Ensemble
- Thomas Kupsch: Unconstrained für Cello und Bigband
- Christian Münch: Cello [Konzert] (2020)
- Bojana Šaljic: The Picture für Cello und Ensemble (1998)

### Klaviertrio
Werke von Gilberto Agostinho, Jörg Birkenkötter, Nikolaus Brass, Arturas Bumšteinas, Thuon Burtevitz, Hartmut Dorschner, Matthias Drude, Ricardo Eizirik, Roberto Fausti, Michael Flade, Ernst Helmuth Flammer, Jürg Frey, Ayaz Gambarli, Stefan Johannes Hanke, Carsten Hennig, Jörg Herchet, Peter Herrmann, Robin Hoffmann, Shen Hou, Erik Janson, Sven-Ingo Koch, Pèter Köszeghy, Christian FP Kram, Thomas Kupsch, Bernhard Lang, Claudia Maria Laule, Michael Maierhof, Konrad Möhwald, Alexander Morawitz, Simone Movio, Christian Münch, Chris Newman, Hernán Dario Palmieri, William Pertz, Joan Riera Robusté, Friedemann Schmidt-Mechau, Karoline Schulz, Florian Schumann, Charlotte Seither, Stefan Streich, Friedbert Streller, Christoph Theiler, Athanasia Tzanou, Michael Wertmüller, Kazutomo Yamamoto und Johannes Wohlgenannt Zincke

### Andere Besetzungen
- Michael Flade: Inseln der Wiederkehr
- Karl-Wieland Kurz: tulpa
- Karl-Josef Müller: Szene II und Szene III
- Gerhard Müller-Hornbach: "In-Sound"
- Christoph Reimann: Ensemblestück 1 und Untitled 1
- Friedemann Schmidt-Mechau: befreite Wurzel aus Erinnerung und temAmorph
- Lydia Weißgerber: wandernd
- Johannes Wohlgenannt Zincke: Motions 8

## Diskographie (Auswahl)
- Peter Ruzicka: Alle Werke für Cello solo. Dabringhaus und Grimm 1994
- Albrecht Kunze: 4 Hörstücke. Bayerischer Rundfunk 1995
- Jörg Birkenkötter: Solo. Cavalli Records 2003[3]
- 2 Trios & 2 Babies mit Oliver Schwerdt, Christian Lillinger, Günter Sommer, Matthias Mainz, Fabian Niermann, Michael Haves. Euphorium 2005
- Bach.heute I – Umfärbung des Gleichen. Werke von Johann Sebastian Bach, Jörg Birkenkötter, Michael Maierhof und Hans Thomalla (2007)
- Struktur und Oberfläche. Werke von Jürg Frey, Stefan Streich, Nikolaus Brass. Beoton 2010
- Equal Ways of Difference. Werke von Charlotte Seither, WERGO 2015[4]
- Cello Einsatz. Werke von Paul-Heinz Dittrich, Jörg Herchet, Klaus Huber, Younghi Pagh-Paan und Ernst Helmuth Flammer. querstand 2017[5]